# Кривава реліквія
Кривава реліквія (англ. Blood Relic) — американський фільм жахів 2005 року.

## Сюжет
Група молодих людей наймається на роботу в музей авіації на закритій американській військовій авіабазі. Вони випадково розкопують стародавній амулет. Старий авіатор заволодіває амулетом і виявляється під його прокляттям, по черзі вбиваючи працівників музею.

## У ролях
| Актор                    | Роль           |
| ------------------------ | -------------- |
| Біллі Драго              | Гаррі          |
| Джошуа Парк              | Ден            |
| Дженніфер Лорен Грант    | Террі Яблонскі |
| Деббі Рошон              | Корі           |
| Келлі Рей                | Рейчел         |
| Джон Крістіан Інгвордсен | Хенк           |
| Кейтлін Себінс           | Елісон         |
| Мейер ДеЛію              | Марк           |
| Джессі Стеккато          | Макс           |
| Мелані Рейдмейкер        | Пем            |
| Лоуренс Старр            | Волт           |
| Майкл Федель             | механік        |